# Ametroproctus canningsi
Ametroproctus canningsi är en kvalsterart som beskrevs av Valerie M. Behan-Pelletier 1987. Ametroproctus canningsi ingår i släktet Ametroproctus och familjen Ametroproctidae. Inga underarter finns listade i Catalogue of Life.